# سفارة مالي في الولايات المتحدة
سفارة مالي في الولايات المتحدة هي أرفع تمثيل دبلوماسي لدولة مالي لدى الولايات المتحدة. تقع السفارة في شمال غربي واشنطن العاصمة وهي تهدف لتعزيز المصالح المالية في الولايات المتحدة.

## وصلات خارجية
- قائمة سفارات مالي
- قائمة السفارات في الولايات المتحدة